# Teucrium taiwanianum
Teucrium taiwanianum là một loài thực vật có hoa trong họ Hoa môi. Loài này được T.H.Hsieh & T.C.Huang miêu tả khoa học đầu tiên năm 1996.